# Waterspreeuw
De waterspreeuw (Cinclus cinclus) is een zangvogel uit de familie van de waterspreeuwen (Cinclidae). De naam suggereert dat de waterspreeuw in de spreeuwenfamilie thuishoort, maar dit is niet het geval. Waterspreeuwen zijn vogels die langs snelstromende rivieren en beken gevonden kunnen worden. In het oosten van België vrij algemeen, maar in Nederland zeldzaam.

## Kenmerken
De waterspreeuw bereikt een lengte van 17 à 20 cm. Ze zijn compact gebouwd, met sterke poten en een korte staart die soms wat opgezet is. Het verenkleed is waterafstotend en donker, maar heeft een witte borst. Sommige ondersoorten (e.g. cinclus) hebben op de witte borst na alleen donkerbruine veren, andere ondersoorten hebben een wat lichter bruine kop en een donkerrode band onder de witte borst (e.g. aquaticus en gularis). De vlucht is rechtlijnig, met snelle vleugelslagen. Juveniele vogels zijn vaalgrijs, met een marmerachtig patroon op de rug en stuit. De borst is bedekt met kleine, golvende, grijze banderingen. De keel is wit. De ogen van de soort zijn afgeschermd met een transparant membraan, dat als een soort "duikbril" fungeert.

### Gedrag
Waterspreeuwen gebruiken hun vleugels om onder water te zwemmen en kunnen over de bodem lopen. 's Winters duiken ze vaak langs de rand van het ijs onder water. Ze kunnen ook aan de oppervlakte zwemmen.

### Geluid
De waterspreeuw toont vaak een scherp, doordringend dzik, wat meestal goed te horen is boven het ruisen van het water. Roept vaak in de vlucht. De zang wordt op verschillende tonen ten gehore gebracht en is afwisselend luid, krakend of schor en doet soms denken aan de zang van een kruisbek (Loxia curvirostra) of goudvink (Pyrrhula pyrrhula). Beide geslachten zingen; soms zelfs hartje winter.

### Voedsel
Zoekt zijn voedsel tussen kiezels op de bodem van rivieren en beken. Jaagt vooral op ongewervelden, zoals larven van haften, steenvliegen en schietmotten. Deze ongewervelden komen voor in de snelstromende gedeelten van rivieren, waar de temperatuur lager is en het zuurstofgehalte hoger. In berggebieden zijn rivieren vaak ondieper, wat voor waterspreeuwen gemakkelijker is om te jagen.

## Broeden

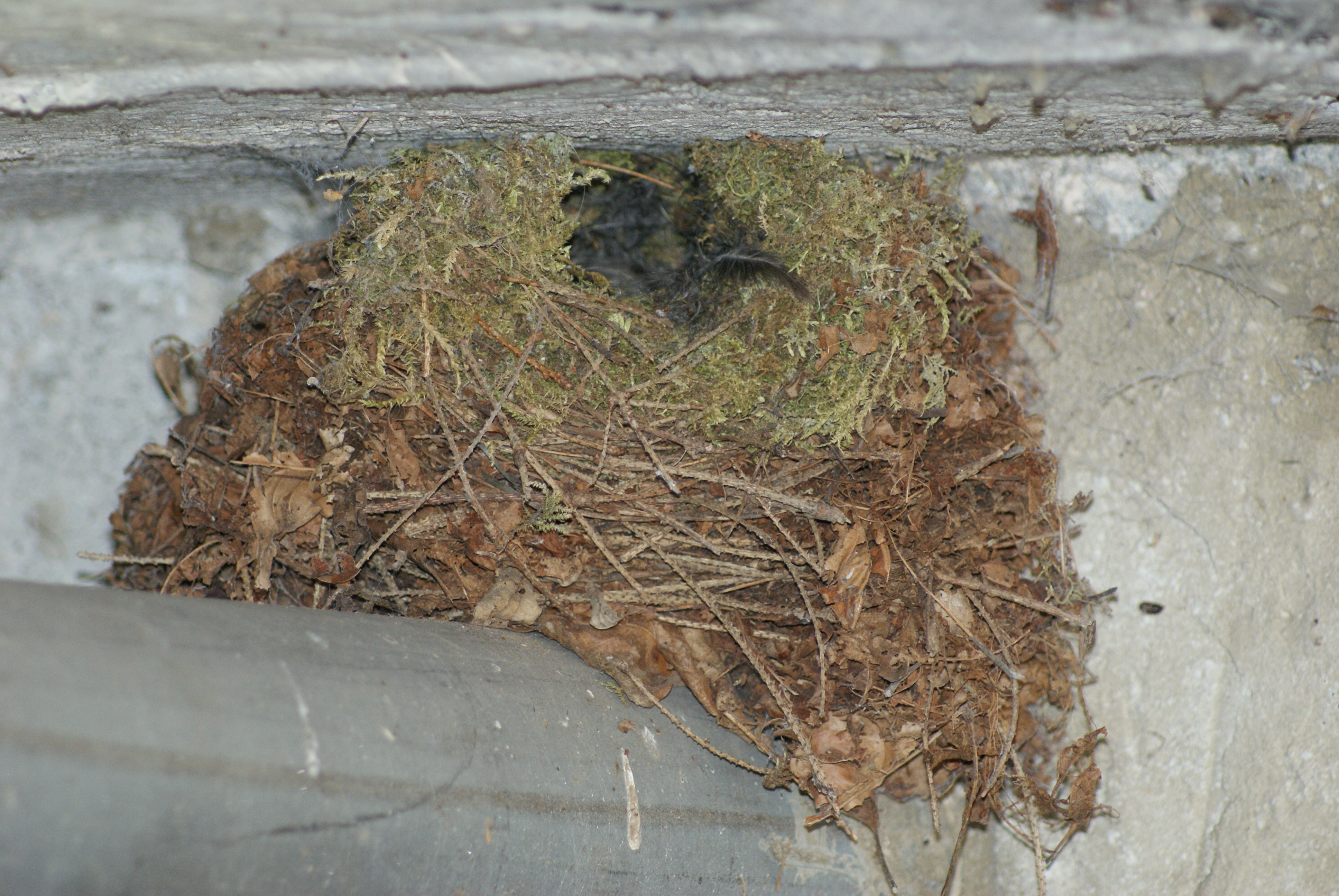
Nest van de waterspreeuw onder een brug

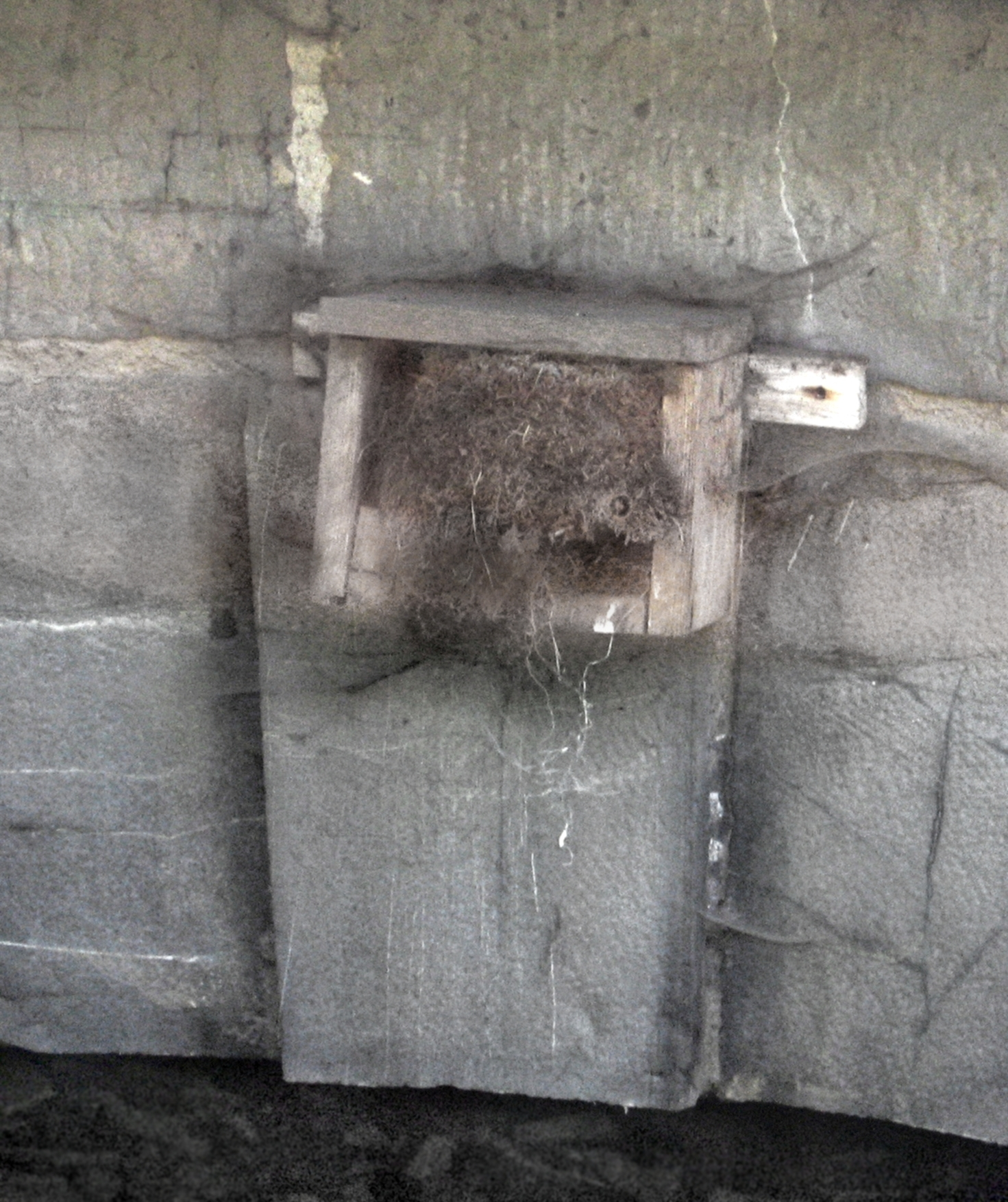
Waterspreeuwnestkast met nest langs de Settmecke, Sauerland (Duitsland)

Het koepelvormige nest, ongeveer ter grootte van een voetbal, bestaat grotendeels uit mos, takjes en droog gras en wordt verweven met bladeren van loofbomen. Een klein gat in het koepelvormige nest verraadt waar de ingang zit. Het nest wordt vaak boven of langs stromend water gebouwd en bevinden zich meestal in niet-natuurlijke structuren, zoals onder bruggen, watermolens of in nissen van muren. Ook kunnen nestkasten gebruikt worden. In andere gevallen ligt het nest verborgen tussen een rotsspleet, boomwortels of soms zelfs achter een waterval. Het vrouwtje legt tussen de 1 en 7 witte eieren (gemiddeld 5), die gedurende 16 dagen door haar uitgebroed worden. De jongen worden gevoerd door beide ouders, voordat ze het nest na 18 dagen verlaten. Direct na het verlaten van het nest begeven de jongen zich in het water om naar voedsel te zoeken.
De legperiode bevindt zich tussen februari en juni in Groot-Brittannië, tussen midden maart en mei in Noordwest- en Centraal-Europa en tussen begin mei en begin juni in Scandinavië. In veel nesten zijn nog restanten van nestmaterialen uit voorgaande jaren aanwezig. De waterspreeuw kan een tweede of soms zelfs een derde keer broeden per jaar. Er kunnen ook twee verschillende nesten per jaar gebouwd worden, een voor een eerste broedsel en een tweede voor een daaropvolgend broedsel.

## Verspreiding en ondersoorten

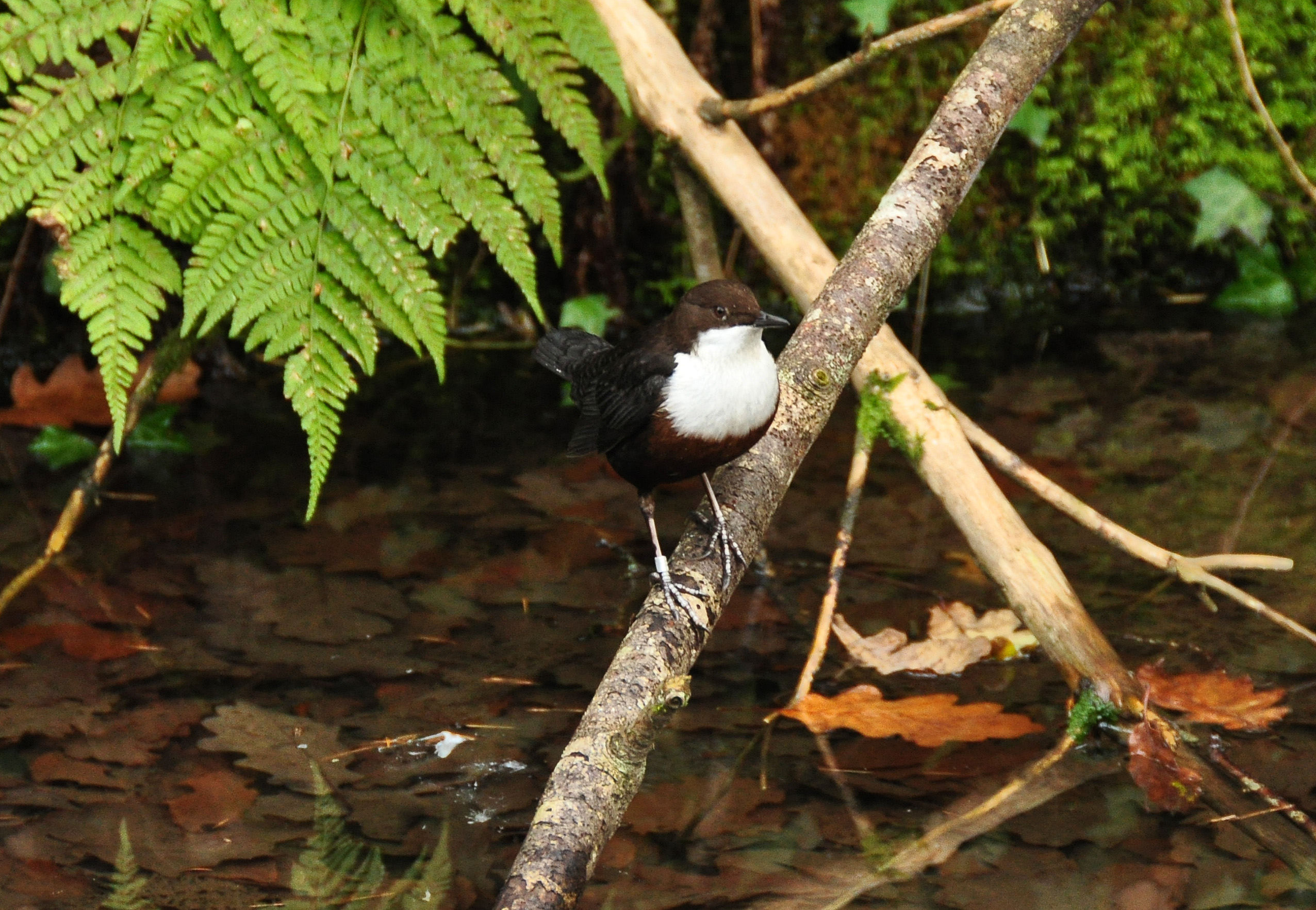
Een Britse roodbuikwaterspreeuw in de omgeving van Plymouth (Verenigd Koninkrijk)

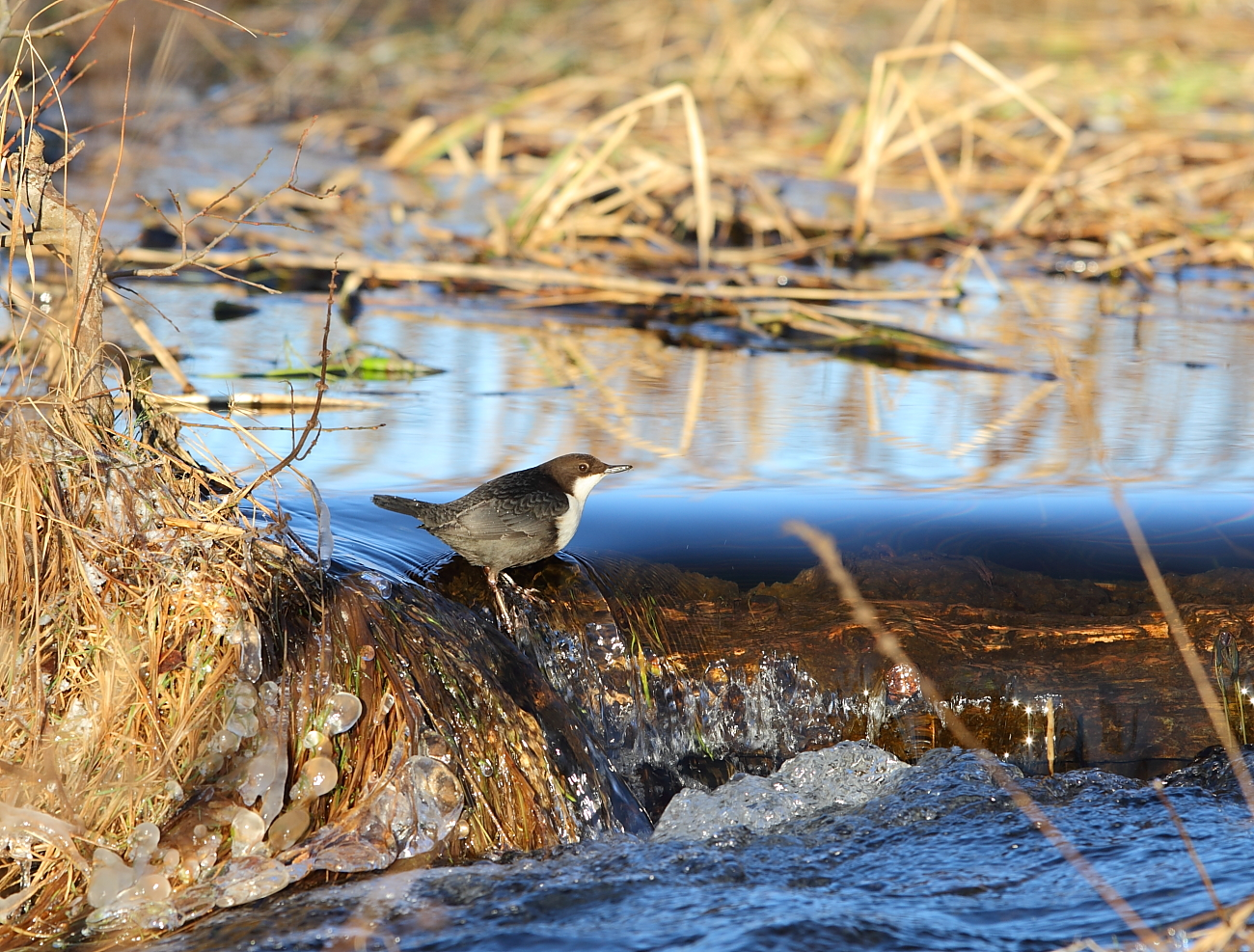
Een zwartbuikwaterspreeuw in Vest-Agder (Noorwegen)

Het verspreidingsgebied van de waterspreeuw is erg gefragmenteerd en is beperkt tot de bergachtige gebieden van Europa, Azië en het noordwesten van Afrika. Binnen de West-Palearctische zone is het de enige soort uit de familie der waterspreeuwen.
Er worden veertien ondersoorten onderscheiden, waarvan er één uitgestorven is:
- Cinclus cinclus hibernicus: Komt voor in Ierland, de Buiten-Hebriden en het westen van Schotland.[13]

- Cinclus cinclus gularis (Britse roodbuikwaterspreeuw)[14]: Komt voor in het midden en zuiden van Schotland, het midden en westen van Engeland, Wales en de Orkney-eilanden.[13]

- Cinclus cinclus cinclus (Zwartbuikwaterspreeuw)[14]: Broedt in Centraal-Frankrijk, het noordwesten van Spanje, Corsica, Sardinië, Fennoscandinavië en de Russische Oblast Kaliningrad. In de twee laatstgenoemde gebieden vertoont de soort 's winters vaak trekbewegingen in zuidwestelijke, zuidelijke en zuidoostelijke richting (meestal enkele honderden kilometers).[12][13]

- Cinclus cinclus aquaticus (Roodbuikwaterspreeuw)[14]: Komt voor in Centraal- en Zuid-Europa.[13]

- † Cinclus cinclus olympicus: Was endemisch in Cyprus en is sinds 1945 uitgestorven.[1]

- Cinclus cinclus minor: Komt voor in het Atlasgebergte.[13]

- Cinclus cinclus rufiventris: Komt voor in het Anti-Libanongebergte.[13]

- Cinclus cinclus uralensis: Komt voor in het Oeralgebergte.[13]

- Cinclus cinclus caucasicus: Broedt in het Kaukasusgebergte, Turkije en het noorden van Iran.[15]

- Cinclus cinclus persicus: Komt voor in het Zagrosgebergte en Bakhtiarigebergte van Iran.[13]

- Cinclus cinclus leucogaster: Komt voor in de gebergten van Centraal-Azië.[13]

- Cinclus cinclus baicalensis zuid-centraal, zuid-oostelijk Siberië

- Cinclus cinclus cashmeriensis: Komt voor in de Himalaya tussen Kasjmir en Sikkim.[13]

- Cinclus cinclus przewalskii: Komt voor in het noorden van Bhutan en het westen van China (Tibet, Sichuan en Gansu).[13]

Tussen 1990 en 2006 werden er 23 waterspreeuwpaartjes in het noorden van Polen vastgesteld, waarbij het ene geslacht de ondersoort aquaticus betrof en het andere geslacht de ondersoort cinclus. De jongen die zij voortbrachten waren intermediair qua uiterlijk. In het noordwesten van Spanje, waar het verspreidingsgebied van de twee ondersoorten overlapt werden geen gemengde paren vastgesteld.

## Biotoop
Ze leven nabij snelstromende beken en rivieren in heuvels en bergen. Vaak in bosachtig gebied en met blootliggende rotsen in de rivieren als uitkijkpost. De broedbiotoop komt overeen met die van de grote gele kwikstaart (Motacilla cinerea) en overlapt in grote delen van Centraal-Europa. De kwetsbare waterspreeuw is nooit talrijk en is zeer goed aangepast aan het leven langs waterlopen. Samen met de grote gele kwikstaart is de waterspreeuw een indicatorsoort voor een intacte aquatische fauna.

## Voorkomen in Nederland en België

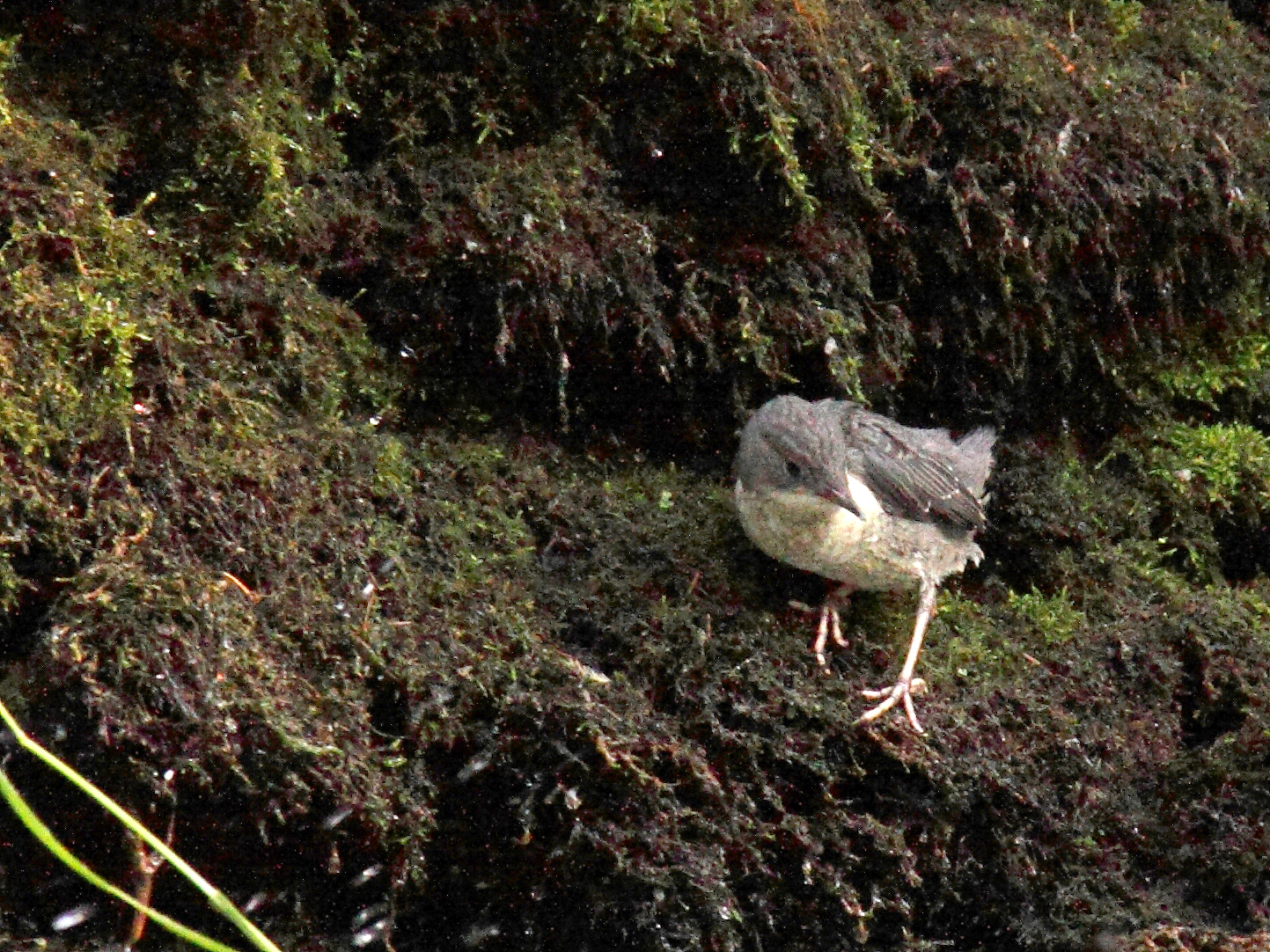
Juveniele waterspreeuw

Als wintergast is de waterspreeuw zeldzaam, maar wordt met enige regelmaat in Nederland gezien. Tot 1980 waren dit minder dan tien waarnemingen per jaar, maar in het laatste decennium van de 20ste eeuw liep dit op tot meer dan twintig. Mogelijk zegt dat meer over de activiteit van vogelaars dan over het trekgedrag van de waterspreeuw. De waargenomen wintergasten betreffen de zwartbuikwaterspreeuw (ondersoort cinclus). In Nederland komt de waterspreeuw als broedvogel nauwelijks voor. Er zijn tien broedgevallen gedocumenteerd in Nederland in de 20e eeuw, waarvan er zich acht in Zuid-Limburg bevonden. Het laatste broedgeval vond daar in het Geuldal plaats in 1994. Het betrof in alle gevallen de roodbuikwaterspreeuw (ondersoort aquaticus). Daarentegen wordt op enkele kilometers van de Nederlandse grens, in België, jaarlijks gebroed.
In België broedt de roodbuikwaterspreeuw vooral in de snelstromende rivieren en beken van Wallonië. Het aantal broedparen in België werd in de Atlas van de Belgische broedvogels van 1988 geschat op 740 broedparen. Birdlife International schatte het aantal broedparen tussen 2008 en 2012 op 800 à 1.000. Een territorium strekt zich gewoonlijk uit over een waterloop van 500 à 2.000 m. Er werden voor deze soort dichtheden van 19,4 paren per 10 km (waterloop) vastgesteld, maar in België lijkt 10 tot 15 paren per 10 km de maximale dichtheid te zijn.
In Vlaanderen is de waterspreeuw een onregelmatige broedvogel van de Limburgse Voerstreek, langs de Geul en de Gulp.

## Bedreigingen
In België is de renovatie van bruggen voor de soort een probleem. Gedeeltelijk kan dit opgelost worden door het ophangen van nestkasten. Daarnaast is vervuiling van het water problematisch. Dit zorgt voor een vermindering van het aantal haften, steenvliegen en schietmotten, de belangrijkste prooien van de waterspreeuw. Ook kunnen chemische stoffen als pcb's zich ophopen in het lichaam van de waterspreeuw, wat tot een verminderde vruchtbaarheid leidt.

## Status
De soort staat op Appendix II van de Conventie van Bern.

## Afbeeldingen

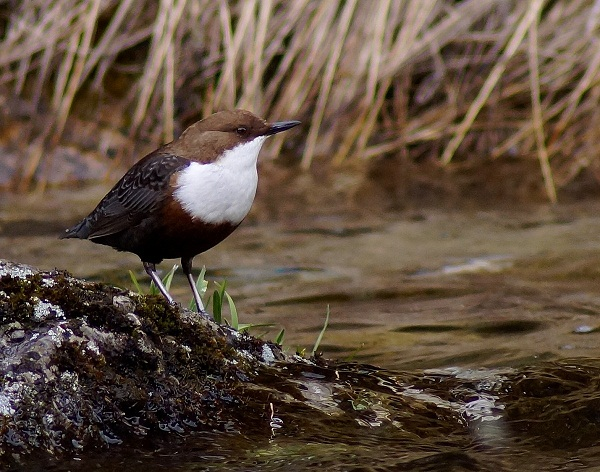
Een roodbuikwaterspreeuw in het Tatragebergte (Polen)
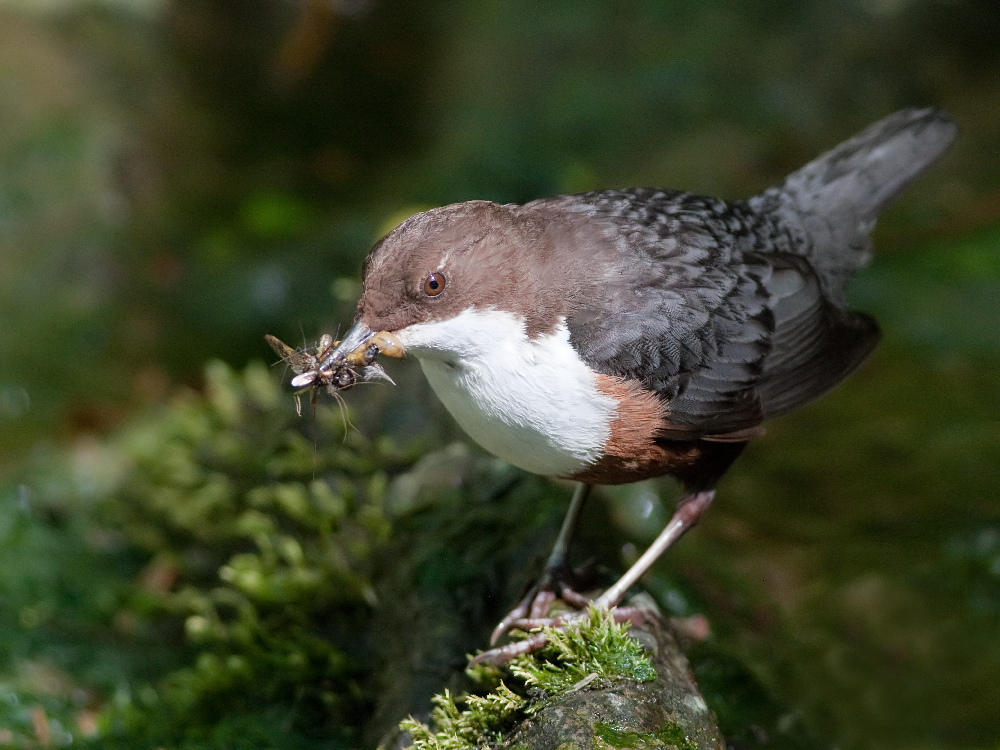